# Музична консерваторія Цинциннаті
Музична консерваторія Цинциннаті — колишня консерваторія, частина вищої школи для дівчат, заснована в 1867 році в Цинциннаті, штат Огайо. У 1955 році її об'єднали з музичним коледжем Цинциннаті, утворивши Музичний коледж-консерваторію Цинциннаті, що став частиною Університету Цинциннаті.
Консерваторія, заснована Кларою Баур, була першою музичною школою в Цинциннаті. У 1924 році Бернет Корвін Татхілл, генеральний директор консерваторії, ініціював створення Національної асоціації музичних шкіл разом із п'ятьма іншими установами (Американська музична консерваторія, Музична консерваторія Буша, Луїсвільська музична консерваторія, Піттсбурзький музичний інститут та Музична консерваторія Волкотта).
Серед відомих випускників — дослідник Олдред Скотт Вартін (1877), співак і артист Теннессі Ерні Форд (1939), трубач Ел Хірт (навчався в 1940), джазовий піаніст Пет Моран Маккой, композитори Гарольд Морріс, Конлон Нанкарроу та Маргарет МакКлюр Стітт (вчилася в 1904–05).
Багато відомих музикантів і співаків є випускниками організації-спадкоємця Консерваторії Цинциннаті, музичного коледжу-консерваторії, що є частиною Університету Цинциннаті. Серед них Кетлін Беттл (1970), Крісті Альтомаре (2008) та Ділан Малвані (2019).

## Видатні випускники
- Джеймс Г. Геллер (1892—1971), рабин і композитор, професор музикознавства в консерваторії
- Корінн Стокер Гортон (1871—1947), оратор, журналіст, редактор газети.
- Керрі Обендорфер Саймон (1872—1961), громадський лідер